# Biljevine
Biljevine – wieś w Chorwacji, w żupanii licko-seńskiej, w mieście Senj. W 2011 roku liczyła 51 mieszkańców.